# یوروبیلین
یوروبیلین (به انگلیسی: Urobilin)، ماده شیمیایی است که مسئول اصلی رنگ زرد ادرار است. این یک ترکیب تتراپیرول (Tetrapyrrole) خطی است که همراه با ترکیب بی‌رنگ مربوط به اوروبیلینوژن، محصولات تخریب تتراپیرول هم حلقوی است.

## سوخت‌وساز
یوروبیلین از تجزیه هِم تولید می‌شود که ابتدا از طریق بیلیوردین به بیلی‌روبین تجزیه می‌شود. سپس بیلی‌روبین به صورت صفرا دفع می‌شود که توسط میکروب‌های موجود در روده بزرگ به اوروبیلینوژن تجزیه می‌شود. آنزیم مسئول تجزیه بیلی‌روبین ردوکتاز است که در سال ۲۰۲۴ شناسایی شد. مقداری از این در روده بزرگ باقی می‌ماند و تبدیل آن به استرکوبیلین به مدفوع رنگ قهوه ای می‌دهد. مقداری دوباره جذب جریان خون می‌شود و سپس به کلیه‌ها می‌رسد. هنگامی که اوروبیلینوژن در معرض هوا قرار می‌گیرد، به اکسید اوروبیلین تبدیل می‌شود که رنگ زرد دارد.

## اهمیت
بسیاری از آزمایش‌های ادرار (تجزیه و تحلیل ادرار) میزان یوروبیلین در ادرار را کنترل می‌کنند، زیرا سطوح آن می‌تواند بینشی در مورد اثربخشی عملکرد دستگاه ادراری ارائه دهد. به‌طور معمول، ادرار به رنگ زرد روشن یا بی‌رنگ ظاهر می‌شود. کمبود آب، برای نمونه به‌دنبال خواب یا کم‌آبی، محتوای آب ادرار را کاهش می‌دهد و در نتیجه یوروبیلین را متمرکز کرده و رنگ ادرار تیره‌تر می‌شود. یرقان انسدادی دفع بیلی‌روبین صفراوی را کاهش می‌دهد، که سپس مستقیماً از جریان خون به ادرار دفع می‌شود و ادراری تیره می‌شود، اما با غلظت متناقض اوروبیلین پایین، بدون یوروبیلین و معمولاً با مدفوع به همان نسبت کم‌رنگ است. ادرار تیره‌تر همچنین می‌تواند به‌دلیل سایر مواد شیمیایی باشد، مانند اجزای مختلف رژیم غذایی یا داروها، پورفیرین‌ها در بیماران مبتلا به پورفیری، و هموژن‌تیسیک اسید در بیماران مبتلا به بیماری ادرار سیاه.